# Asteromella dentariae
Asteromella dentariae är en svampart som först beskrevs av Kabát & Bubák, och fick sitt nu gällande namn av H. Ruppr. 1958. Asteromella dentariae ingår i släktet Asteromella, klassen Dothideomycetes, divisionen sporsäcksvampar och riket svampar.   Inga underarter finns listade i Catalogue of Life.